# Дортмундер Експорт
Дортмундер Експорт (на немски: Dortmunder Export), е традиционна светла бира от района на Дортмунд, Германия, в стил лагер, разновидност на вида светъл лагер със светло до тъмнозлатист цвят. Като синоними се използват и наименованията Dortmund Export, Dort и Export.

## История
Дортмундското експортно пиво се произвежда от 1873 г. Дортмунд, промишлен център на Рурския въгледобивен район, е и един от центровете на германското пивоварство, въпреки че до 1870-те години в района се вари основно тъмна пшенична бира.
През 1873 г., предвид нарастващата популярност на бирата в стил пилзнер, няколко големи дортмундски пивоварни се обединяват в „Dortmunder Union Brauerei“ (DUB) и започват да произвеждат два нови за това време вида пиво: класическия лагер и малко по-силна негова версия – т.нар. „експортно“, с алкохолно съдържание около 5,5 % об. Първия вид с течение на времето отстъпва по популярност на „експортното“ и спира да се произвежда. Названието „Дортмундер Експорт“ се появява през 1887 г., когато DUB осъществява доставка от този вид бира в гр.Аахен. По това време пивоварната произвежда около 75000 хектолитра бира годишно, като в началото на ХХ век годишното производство достига 194000 хектолитра.
До 1970 г. Дортмундер Експорт е най-популярната бира в Северна Германия, като едва впоследствие отстъпва лидерството на класическия пилзнер. Независимо от това този вид пиво и се радва на значителен интерес и заема второ място сред бирите с ниска ферментация с дял от около 8 % от целия бирен пазар в Германия.
В Дортмунд днес има само две големи работещи пивоварни: Dortmunder Actien Brauerei (DAB), с годишно производство от около 3,8 милиона хектолитра, която произвежда марката „DAB Original“, и Dortmunder Union Brauerei (DUB) с годишна продукция от около 1,6 милиона хектолитра, която налага марката „Dortmunder Union Export“. През последните десетилетия на 20 век тези две големи пивоварни постепенно поглъщат почти всички други пивоварни в района: Kronen Brauerei става собственост на DAB, а Ritter е погълната от DUB.

## Характеристика
Бирата вари се с висока начална плътност в сравнение с други светли лагери, което дава плътно малцово тяло, подчертано от хмелна горчивина. Думата „експорт“ означава силата на бирата по немския закон за бирените налози. Тази бира е прозрачна, с от светложълт до тъмнозлатист цвят. Малцът и хмелът са балансирани, с лека сладост във вкуса, с умерен аромат на немски или чешки благороден хмел. Алкохолното съдържание варира от 4,8 до 6,0 % об.

## Търговски марки
Типични търговски марки са: DAB Original, Dortmunder Union Export, Dortmunder Kronen, Ayinger Jahrhundert, Great Lakes Dortmunder Gold, Saratoga Lager, Dominion Lager, Gordon Biersch Golden Export, Балтика № 7 Export.